# Laccophilus normifer
Laccophilus normifer är en skalbaggsart som beskrevs av Guignot 1958. Laccophilus normifer ingår i släktet Laccophilus och familjen dykare. Inga underarter finns listade i Catalogue of Life.